# Cómo no te voy a querer
Cómo no te voy a querer es una película mexicana de 2008 protagonizada por Alejandro Belmonte y Siouzana Melikián, escrita y dirigida por Víctor Avelar.

## Argumento
Hugo y Julia son dos chicos estudiantes del Colegio de Ciencias y Humanidades (Plantel Oriente, del nivel medio superior), de la Universidad Nacional Autónoma de México que comparten la pasión por el Club Universidad Nacional, equipo representativo de la Máxima Casa de Estudios de México. Ambos con inquietudes típicas de los jóvenes de su edad. Asisten a los partidos de fútbol acompañando a la "barra", en este caso La Rebel: un grupo de aficionados que, para llegar al estadio, utilizan camiones de auto transporte.
A Hugo, esto le causa una especie de remordimiento moral, ya que su padre y los amigos de este, trabajan como chóferes de dichos autobuses. Asunto que de vez en cuando, ocasiona enfrentamientos entre ambos. Pero más allá de eso, la verdadera preocupación del padre es la de ver salir adelante a su hijo profesionalmente, para que no termine de la misma forma en que él acabó.
Sin embargo, Hugo no lo ve de esa forma y se deja arrastrar por su sueño de ser jugador profesional de fútbol y jugar con los "Pumas" de la UNAM. Dejándose llevar por este sueño, descuidará tanto la relación con Julia, como sus estudios; pero, sobre todo, los valores con los que ha sido educado.
Julia es una chica atractiva y muy inteligente, es todo lo opuesto a Hugo; ella tiene metas muy definidas en la vida, las cuales alcanzará a pesar de los errores que comete y de los que aprenderá y la ayudarán a madurar. Siempre apoyada por el amor de su familia que la apoyará en cada paso que ella dé.
Al final, la forma de ser de cada uno de ellos los hará seguir caminos distintos, aprendiendo que: ‘Todo en esta vida tiene un precio’, y cada uno tendrá que pagar el suyo.

## Créditos
- Director:	Víctor Avelar
- Guion:	Víctor Jesús Avelar Martínez
- Fotografía:	Héctor Maeshiro
- Dirección de arte:	Laura Barroetaveña
- Edición:	Lourdes Rebora/Víctor Avelar
- Diseño sonoro:	Mario Martínez
- Productores:	Julio Barcenas, Liliana Pardo
- Compañía productora:	Centro de Capacitación Cinematográfica
- Música original: Alejandro Marcovich

## Reparto
- Alejandro Belmonte como Hugo.
- Siouzana Melikián como Julia.
- Arcelia Ramírez como Carmen.
- Daniel Martínez como  Moisés.
- Justo Martínez González como Don Hugo.
- Jorge Zárate como Toño.
- Natalia Esperón como Grisel.
- Adrián Alonso como Carlos.
- Edgar Novoa como El Checo.
- Tatiana Martínez como Ma. de Lourdes

## Festivales
- XXIII Festival Internacional de Cine en Guadalajara
- Ciclo: Perspectivas del cine mexicano 2008